# Городское поселение город Валуйки
Городское поселение «Город Валуйки» — упразднённое муниципальное образование в составе Валуйского района Белгородской области Российской Федерации.
Административный центр — город Валуйки.
19 апреля 2018 года упразднено при преобразовании Валуйского района в Валуйский городской округ.

## История
Городское поселение «Город Валуйки» образовано 20 декабря 2004 года в соответствии с Законом Белгородской области № 159.

## Население
| 2010    | 2011    | 2012    | 2013    | 2014    | 2015    | 2016    |
| ------- | ------- | ------- | ------- | ------- | ------- | ------- |
| 35 799  | ↘35 743 | ↘35 401 | ↘35 093 | ↘34 879 | ↘34 736 | ↘34 545 |
| 2017    | 2018    |         |         |         |         |         |
| ↗35 112 | ↘34 568 |         |         |         |         |         |

## Состав городского поселения
| № | Населённый пункт | Тип населённого пункта        | Население |
| - | ---------------- | ----------------------------- | --------- |
| 1 | Агошевка         | село                          | ↘106      |
| 2 | Валуйки          | город, административный центр | ↘33 032   |
| 3 | Кузнецовка       | хутор                         | ↘19       |
| 4 | Новая Симоновка  | село                          | ↗352      |